# Lampron

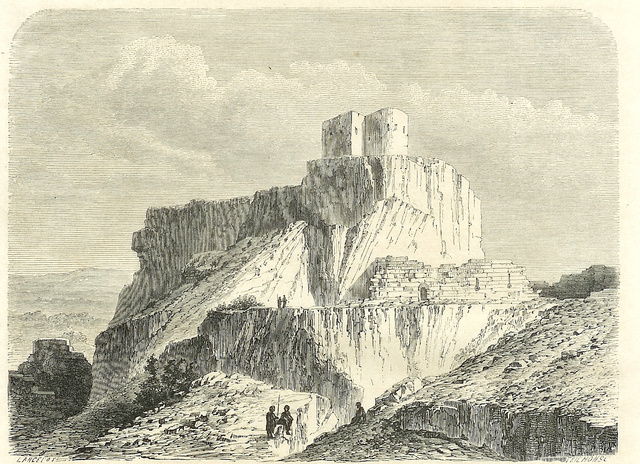
Fort Lampron in het Taurusgebergte (Turkije)

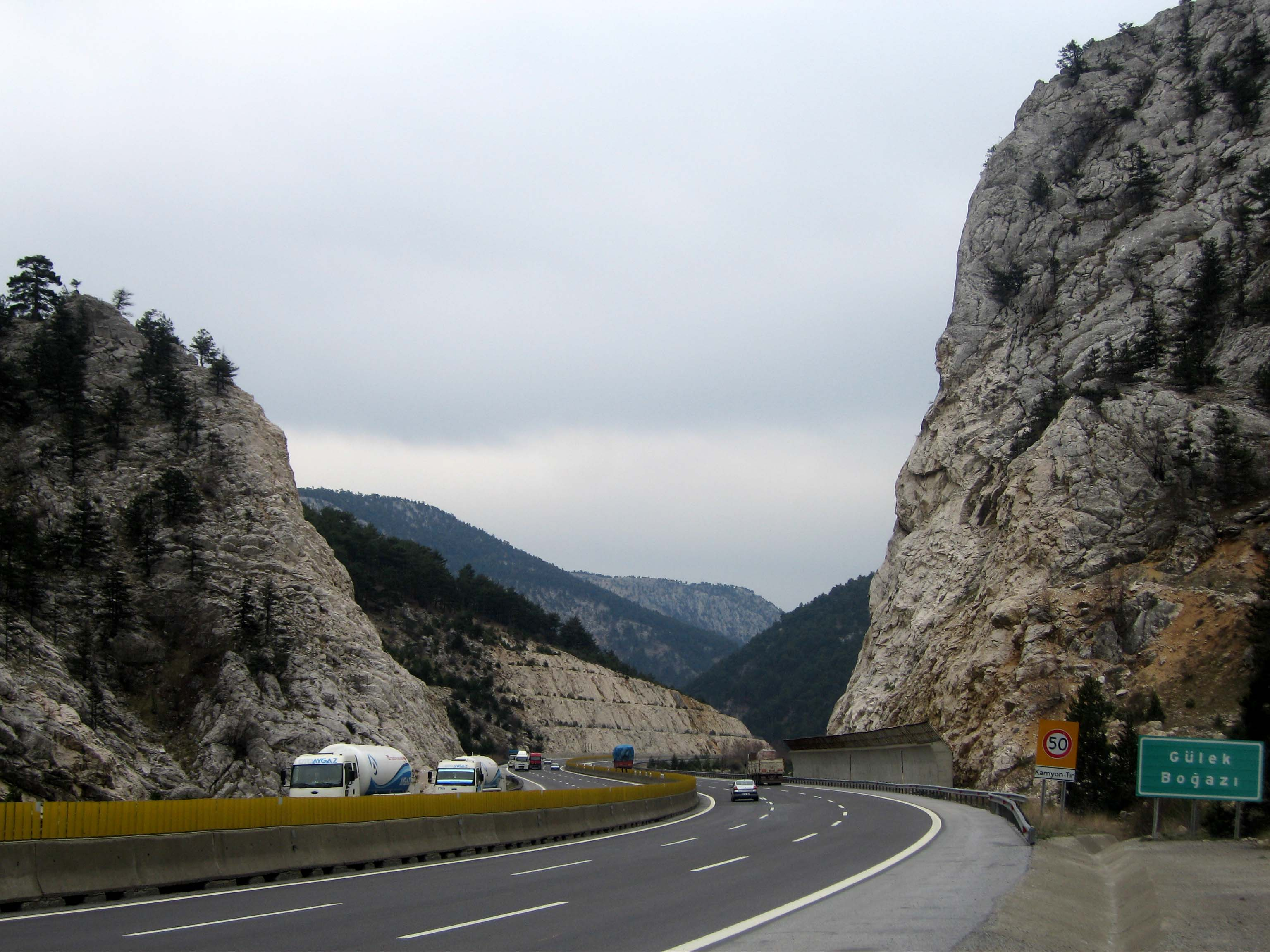
Cilicische Poort tegenwoordig

Lampron is een Armeens fort in het Taurusgebergte in het district Çamlıyayla, in de Turkse provincie Mersin. Lampron ligt nabij de rivier Cydnus, op een strategische doorgang tussen het hoogland van Cappadocië en de kuststreek Cilicië aan de Middellandse Zee. De Grieken noemden de bergpas de Cilicische Poort, want het was de toegang tot Cilicië, stroomafwaarts de Cydnus.
Het fort speelde een belangrijke rol als stamslot van de dynastie der Hethumiden (13e-14e eeuw), koningen van Cilicisch-Armenië. Het ligt een 60-tal km ten noorden van Tarsus.

## Historiek
Op de rotsen van de Cilicische Poort stond in de laat-Romeinse tijd en in de Byzantijnse tijd een uitkijkpost. Het is onduidelijk of deze uitkijkpost permanent bewoond werd. Een deel van het huidige fort kent een Byzantijns fundament doch opgravingen om méér bouwwerken bloot te leggen zijn er nooit gebeurd. 
In de 11e eeuw diende het Byzantijnse keizerrijk de oostelijke grenzen te verdedigen. Byzantium had Klein-Azië heroverd op de Arabieren 100 jaar tevoren maar kon onmogelijk de militaire verdediging handhaven. De Byzantijnen schonken aan Armeense inwijkelingen grondgebied in Cilicië en Cappadocië om hen te verdedigen. Zo werd Oshin, een Armeniër, Byzantijns gouverneur van Lampron. Keizer Alexios I gaf Oshin de titel van stratopedarchos. Oshin bleef loyaal aan Byzantium. Oshin en zijn opvolgers bouwden het fort van Lampron uit tot hun stamslot. Andere Armeense edelen ontwikkelden zich tot autonome heersers los van Byzantium. Eén dynastie van Armeense edelen ontpopte zich tot een machtsblok. Het waren de Rubeniden. De Rubeniden verklaarden zich onafhankelijk van Byzantium en stichtten het koninkrijk Cilicisch-Armenië. De heersers van Lampron trokken eerst nog partij voor Byzantium doch sloten zich eind 11e eeuw aan bij hun landgenoten van Cilicisch-Armenië. Dit had te maken met de kruisvaarders uit het Westen die de politieke zaak tussen Cilicisch-Armenië en Byzantium compliceerden. Voor Armeniërs waren de kruisvaarders bevrijders. De kruisvaarders noemden de heer van Lampron ‘baron van Lampron’. De Franse kruisvaarders vertaalden de naam Lampron als ‘Les Embruns’. De heren van Lampron bezaten een deel van Cilicië, met name de steden Tarsus en Adana.
Het slot van Lampron werd uitgebouwd tot een residentie voor de steeds machtiger wordende afstammelingen van Oshin van Lampron. In 1226 slaagde een afstammeling, Hethum I van Armenië, erin koning van Cilicisch-Armenië te worden. Hij vestigde de dynastie van de Hethumiden. Hun stamslot bleef Lampron, alhoewel de koningen er nauwelijks resideerden. 
De Ottomanen brachten het koninkrijk Cilicisch-Armenië ten val (14e eeuw). Voor de Ottomanen was het fort van Lampron strategisch minder belangrijk; nochtans bleef het fort nog eeuwen bewoond. Het is thans een ruïne.